# Il mio amico Beniamino
Il mio amico Beniamino (Ben and Me), conosciuto anche con il titolo Il mio amico Ben è un cortometraggio animato del 1953. Il film ricevette una candidatura agli Oscar per il miglior soggetto.

## Trama
Una guida turistica davanti alla statua di Benjamin Franklin istruisce dei ragazzini sulla storia del noto personaggio, e nel frattempo, dei topi, nascosti sul tricorno della statua, da una guida della loro stessa specie ascoltano la vicenda di un topolino, Amos, la cui vita ha incrociato quella di Franklin. A Filadelfia nel 1745 Amos lascia casa in cerca di lavoro ed entra nella bottega di Franklin, allora un tipografo squattrinato e messo alle strette dai creditori: l'uomo riceve subito delle idee da Amos, cominciando dalla costruzione di una stufa e di lenti bifocali, ed il topo si offre di cercare informazioni per stampare e vendere un giornale, in quanto Amos, vista la sua taglia può nascondersi ovunque e vedere e origliare tutto, da complotti fra politici a incendi.
La fama di Benjamin cresce sempre di più grazie anche ai suggerimenti di Amos. Ben però brama molto più di essere un semplice tipografo e così comincia assieme ad Amos a scoprire la potenza del fulmine con l'aiuto di un aquilone. Nell'esperimento Amos rimane folgorato e, infuriato, lascia Franklin per tornare a casa sua.
Passa qualche anno e Ben ormai diventa un uomo veramente importante, che però non ottiene dalla Corona britannica la riduzione delle tasse cui sono sottoposte le colonie americane. Ritorna a cercare Amos, che dopo un iniziale rifiuto, detta le condizioni di un contratto di lavoro con Ben: l'incipit di questo finisce con l'ispirare il politico Thomas Jefferson nello scrivere la Dichiarazione di Indipendenza degli Stati Uniti d'America.

## Distribuzione
Il film fu distribuito nelle sale statunitensi il 10 novembre 1953, mentre in Italia è uscito l'8 novembre 1954 abbinato al documentario Deserto che vive.

## Edizione italiana
La versione italiana del corto è stata curata da Roberto De Leonardis per la DEAR Film; il doppiaggio, invece, fu eseguito dalla Fono Roma con la partecipazione della C.D.C.

## Edizioni home video

### VHS
In Italia il cortometraggio è stato incluso nello speciale C'era una volta un Topo, uscito in VHS nel marzo 1986 per il noleggio e ristampato nel novembre 1988 per la vendita, e poi è stato autonomamente pubblicato in VHS nel settembre 1994 all'interno della collana "Walt Disney: Miniclassici".

### DVD
Il cortometraggio è stato incluso nel DVD Le Fiabe Disney Vol. 3 - Paperino nel mondo di Matemagica + Il mio amico Ben uscito nel settembre 2003.